# Otacilia komurai
Otacilia komurai är en spindelart som först beskrevs av Takeo Yaginuma 1952.  Otacilia komurai ingår i släktet Otacilia och familjen flinkspindlar. Inga underarter finns listade i Catalogue of Life.